# Eneko Bóveda
Pour les articles homonymes, voir Bóveda.
Eneko Bóveda Altube, né le 14 décembre 1988 à Bilbao au Pays basque en Espagne, est un footballeur espagnol évoluant au poste d'arrière droit avec l' Olympiakos Nicosie.

## Palmarès
- Vainqueur de la Supercoupe d'Espagne en 2015 avec l'Athletic Bilbao.